# Katz und Maus (Novelle)
Katz und Maus ist eine im Jahre 1961 publizierte Novelle von Günter Grass.

## Handlung
Der Erzähler Pilenz berichtet im Rückblick von seinem Schulkameraden Mahlke und der Beziehung, die die beiden während der gemeinsamen Schulzeit verbindet. Die Handlung spielt zur Zeit des Zweiten Weltkrieges in Danzig. Mahlke hat als Einzelkind und Halbwaise einen Hang zum Außenseitertum. Verstärkt wird seine Wahrnehmung als Sonderling durch einen auffälligen Adamsapfel, den er mit allerlei Schmuck sowohl betont als auch verdeckt.
Mahlkes Bemühungen, seine Außenseiterrolle durch besondere Leistungen und Mut zu kompensieren, zieht sich wie ein roter Faden durch die Erzählung. Dies beginnt mit sportlichen Höchstleistungen am Reck und mutigen Tauchgängen auf einem halb versunkenen Minensuchboot vor der Danziger Küste. Später richtet sich sein Interesse auf das Ritterkreuz, nachdem Mahlke während der poesiereichen Vorträge zweier Ritterkreuzträger und ehemaliger Schüler seines Gymnasiums Conradinum bemerkt, wie viel Anerkennung die deutsche Gesellschaft der Kriegsjahre soldatischen Leistungen entgegenbringt. Dies steht in einem starken Gegensatz zu seiner eigentlichen Geringschätzung militaristischen Denkens und der „Überbetonung des Soldatischen“.
Zunächst stiehlt er das Ritterkreuz eines der beiden Vortragenden. Später erwirbt er die Auszeichnung selbst als junger Panzergrenadier in den Schlachten bei Kursk und Charkow. Auf Heimaturlaub in Danzig hofft Mahlke selbst einen Vortrag vor der versammelten Schülerschaft halten zu dürfen. Seine Ziele bleiben im Unklaren. Einerseits erhofft er sich hierdurch endgültige gesellschaftliche Anerkennung, andererseits deutet er in einem Dialog mit dem Erzähler Pilenz an, ein ungeschöntes Bild der Panzerschlachten zeichnen zu wollen und damit seiner eigentlichen Verachtung des Krieges Ausdruck zu verleihen. Nachdem ihm der erwünschte Schulvortrag aufgrund des früheren Ordensdiebstahls verwehrt wird, entschließt er sich zur Desertion. Auf der Suche nach einem Versteck zur Vorbereitung seiner Flucht bittet er seinen (vermeintlichen) Freund Pilenz um Hilfe. Dieser verweigert sich jedoch lamentierend jeglicher direkter Hilfe und schlägt schließlich vor, Mahlke solle sich vorerst auf dem halbversunkenen Minensuchboot einrichten, auf dem er bei früheren Tauchgängen eine gut getarnte Funkerkabine entdeckt hatte, die „fußbodentrocken“ über dem Wasserspiegel liegt. Pilenz organisiert bei Mahlkes Tante Proviant für einige Tage, mietet ein Boot und rudert Mahlke zu dem Minensuchboot. Dort händigt er Mahlke den Proviant aus. Bevor Mahlke ins Boot abtaucht, bittet er Pilenz am Abend mit dem Ruderboot zurückzukehren, um einen vermeintlich neutralen schwedischen Dampfer zu erreichen, der derzeit vor Danzig ankert. Den Büchsenöffner, den Mahlke in der Eile an Deck vergessen hat, wirft Pilenz nach dessen Abtauchen absichtlich ins Wasser, wohl wissend, dass er Mahlkes Flucht damit sabotiert. Auch kehrt er nicht am selben Abend, sondern erst einen Tag später zurück, wobei er lediglich das Minensuchboot durch einen Feldstecher beobachtet, ohne dort ein Zeichen von Mahlke entdecken zu können. In den Wirren des Kriegsendes bleibt Mahlke nach seinem Tauchgang verschollen.

## Der Erzähler
Eines der beherrschenden Themen der Novelle ist die Beziehung des Ich-Erzählers Pilenz zu seinem vermeintlichen Freund Mahlke. Pilenz verspürt in Bezug auf Mahlke eine wechselnd heißlaufende und abkühlende Hassliebe, wobei jedoch nichts darauf hindeutet, dass Liebe hier in homoerotischem Zusammenhang zu verstehen sei. Das Verhältnis der beiden Heranwachsenden ist geprägt von höchster Ambivalenz. Einerseits bezeichnet sich Pilenz einmal als den wohl einzigen Freund Mahlkes und bewundert diesen für sein Können und seinen Mut. Andererseits verachtet er Mahlke und dessen Rolle als Sonderling und spielt ihm böse Streiche. So veranlasst Pilenz eine Katze, mit dem Adamsapfel des am Rande eines Sportplatzes schlafenden Mahlke zu spielen. Ausgehend von diesem – im Grunde harmlosen – Jungenstreich untersucht Pilenz seinen eigenen Anteil an Mahlkes Schicksal.
Die Frage nach Verantwortung und Schuld war eines der Hauptthemen der Nachkriegsliteratur und ihrer Protagonisten. Gelegentlich gibt Pilenz vor, sich nicht genau erinnern zu können, wer Mahlke den berühmten Streich mit der Katze spielte, gibt diese Handlung jedoch später offen zu. Pilenz’ Erzählung gibt zahlreiche weitere Hinweise auf dessen subversiven Charakter. Sein Anteil an der Deportation eines seiner Lehrer ins KZ Stutthof ist nicht genau festzumachen – der Erzähler äußert lapidar: „Ich hoffe, nicht gegen ihn ausgesagt zu haben.“ Pilenz geht sogar so weit, dass er Mahlkes Leben aufs Spiel setzt, indem er bei dessen Flucht den Dosenöffner für Mahlkes Proviant zuerst zurückhält, dann ins Wasser wirft und entgegen der Abmachung nicht bei der Flucht auf den neutralen Schwedendampfer hilft.
Die Niederschrift der Figuren Pilenz und Mahlke ist insofern auch eine Abbildung des Katz-und-Maus-Spieles mit Erinnerung und Übernahme von Verantwortung. Mahlke braucht Pilenz nie, sucht nie seine Nähe. Umgekehrt hängt Pilenz an Mahlke, zeigt sich gern mit ihm in der Öffentlichkeit, verfolgt ihn und fühlt sich ohne dessen Anwesenheit unvollkommen – nach dessen Verschwinden im Minensuchboot mehr denn je. Während Pilenz Mahlke auf dem Sportfeld die Katze an die Gurgel setzt, um nach der „Maus“ (dem Adamsapfel) zu greifen, wird er nach Mahlkes Verschwinden selbst zum Gejagten und fühlt sich durch verschiedene Assoziationen des Alltags (Haubentaucher im Teich, Bagger etc.) ständig an seine schuldhaften Handlungen erinnert. Die Rollen von Katze und Maus haben sich damit ins Gegenteil verkehrt.

## Rezeption
Katz und Maus ist das zweite Werk der sogenannten Danziger Trilogie. In den drei Büchern Die Blechtrommel (1959), Katz und Maus (1961) und Hundejahre (1963) setzt sich Grass als Schriftsteller mit Themen der nationalsozialistischen Vergangenheit und den damaligen Versuchen einer ‚Bewältigung‘  auseinander.
1961 hatte ein Beamter des Hessischen Ministeriums für Arbeit, Volkswohlfahrt und Gesundheitswesen, wohl ohne Wissen des Ministers, bei der Bundesprüfstelle beantragt, Katz und Maus wegen unsittlichen Inhalts zu indizieren, begründet unter anderem mit einer dort geschilderten ‚Onanierolympiade‘ der Protagonisten. Auf Protest der Öffentlichkeit und anderer Schriftsteller wurde der Antrag zurückgezogen.
Insbesondere in rechten Kreisen löste Grass’ literarische Behandlung des Ritterkreuzes Empörung aus. Das Ritterkreuz galt in der Bundesrepublik als „entnazifiziert“, wenn das Hakenkreuz entfernt wurde, und wurde unter anderem von Bundestagsabgeordneten in der Öffentlichkeit getragen. Grass gibt den Orden nicht nur der Lächerlichkeit preis, indem er ihn als Lebensziel für pubertierende Außenseiter darstellt, er behandelt ihn auch während der gesamten Erzählung, bis auf die letzte Seite, als unaussprechlich und erfindet zahlreiche Ersatznamen: Bonbon, Ding, Artikel, Apparat, Dinglamdei, galvanisierter Vierklee.
Das Buch wurde 1967 unter gleichem Titel verfilmt.

## Ausgaben
- Katz und Maus, Luchterhand, Neuwied & Berlin-Spandau 1961, DNB 451644530.
- Katz und Maus, Rowohlt, Reinbek 1963, DNB 451644549. (rororo Taschenbuch, Ausg. 572)

aktuelle Ausgaben
- Katz und Maus, Steidl, Göttingen 2011, ISBN 978-3-86930-237-9.
- Katz und Maus, dtv, München 2014, ISBN 978-3-423-14347-9. (dtv, 14347)

### Hörbuch
- Günter Grass liest Katz und Maus (4 CDs: 287 Minuten), Steidl, Göttingen 2011, ISBN 978-3-86930-238-6.
- Günter Grass liest Katz und Maus (1 MP3-CD), Steidl, Göttingen 2012, ISBN 978-3-86930-458-8.